# Olive Blakeney
Olive Blakeney (Newport, 21 agosto 1894 – Los Angeles, 21 ottobre 1959) è stata un'attrice statunitense.

## Biografia
Nata nel Kentucky, Olive Blakeney studiò recitazione alla scuola d'arte drammatica. Sposatasi con l'attore Bernard Nedell, seguì il marito in Inghilterra all'inizio degli anni trenta e si affermò sui palcoscenici londinesi in commedie musicali quali The Gay Divorcee di Cole Porter, accanto a Claire Luce e al giovane Fred Astaire. Per il cinema britannico interpretò una dozzina di pellicole, tra cui Her Imaginary Lover (1933), a fianco del marito, Come Out of the Pantry (1935), accanto a Jack Buchanan e Fay Wray, La ballerina dei gangsters (1937), con protagonista Jessie Matthews.
Rientrata negli Stati Uniti, a partire dal 1940 acquistò notorietà anche in patria, recitando prevalentemente in ruoli di caratterista. Tra le sue apparizioni, da ricordare le commedie Quell'incerto sentimento (1941) e Non tradirmi con me (1941), i western Terra selvaggia (1941) e Il cavaliere audace (1945), i drammi Venere peccatrice (1946) e Il verdetto (1948).
Dai primi anni cinquanta la Blakeney lavorò anche per il piccolo schermo, dove apparve in numerose serie quali Robert Montgomery Presents (1952-1953), I segreti della metropoli (1955), Dr. Hudson's Secret Journal (1955-1957).
Apparve due volte in rappresentazioni teatrali a Broadway, la prima nel 1949 nella pièce Harlequinade di Terence Rattigan, la seconda nel 1951 in The Royal Family di George S. Kaufman ed Edna Ferber.
Dal matrimonio con l'attore Bernard Nedell ebbe una figlia, Betty Lou Nedell, che nel 1952 sposò l'attore Jimmy Lydon.

## Filmografia parziale

### Cinema
- Her Imaginary Lover, regia di George King (1933)
- Give Her a Ring, regia di Arthur B. Woods (1934)
- Leave It to Blanche, regia di Harold Young (1934)
- Come Out of the Pantry, regia di Jack Raymond (1935)
- La ballerina dei gangsters (Gangway), regia di Sonnie Hale (1937)
- Quell'incerto sentimento (That Uncertain Feeling), regia di Ernst Lubitsch (1941)
- Terra selvaggia (Billy the Kid), regia di David Miller (1941)
- Schiava del male (Experiment Perilous), regia di Jacques Tourneur (1944)
- Il cavaliere audace (Dakota), regia di Joseph Kane (1945)
- Non dirmi addio (Sentimental Journey), regia di Walter Lang (1946)
- Venere peccatrice (The Strange Woman), regia di Edgar G. Ulmer (1946)
- Prigionieri del destino (Time Out of Mind), regia di Robert Siodmak (1947)
- Il verdetto (Sealed Verdict), regia di Lewis Allen (1948)
- Io non sono una spia (Three Brave Men), regia di Philip Dunne (1956)
- La ribelle (The Green-Eyed Blonde), regia di Bernard Girard (1957)

### Televisione
- Telephone Time – serie TV, episodio 3x01 (1957)
- Mr. Adams and Eve – serie TV, episodi 1x11-2x07 (1957-1958)